# Rizziconi
Rizziconi  község (comune) Calabria régiójában, Reggio Calabria megyében.

## Fekvése
A megye északnyugati részén fekszik, a Gioia Tauro-i síkságon. Határai: Cittanova, Melicucco, Gioia Tauro, Oppido Mamertina, Rosarno, Seminara és Taurianova.

## Története
A települést valószínűleg a késő római korban alapították. A 9. században, a szaracénok elpusztították, de rövid idő alatt ismét benépesült. Korabeli épületeinek nagy része az 1783-as calabriai földrengésben elpusztult. A 19. században nyerte el önállóságát, amikor a Nápolyi Királyságban felszámolták a feudalizmust.

## Népessége
A népesség számának alakulása:

## Főbb látnivalói
- Sant’Antonio di Padova-templom
- San Teodoro-templom
- Madonna del Rosario-templom